# Sư Tử (chiêm tinh)
Sư Tử (tiếng Anh: Leo, ký hiệu: ), hay còn gọi là Hải Sư, là cung hoàng đạo thứ năm trong vòng tròn Hoàng Đạo, nằm giữa độ thứ 120 và 150 của kinh độ thiên thể. Biểu tượng là con sư tử. Sư Tử thuộc nguyên tố Lửa (cùng với Bạch Dương và Nhân Mã) và là một trong 4 cung Kiên định (cùng với Kim Ngưu, Bọ Cạp và Bảo Bình). Sư Tử đứng sau Cự Giải và đứng trước Xử Nữ trong vòng tròn hoàng đạo.
Chủ tinh của Sư Tử là Mặt Trời. Đối đỉnh với Bảo Bình trong vòng tròn Hoàng Đạo. Từ khóa: Phóng khoáng, rộng rãi, nói nhiều, mạnh mẽ, lấn át hay xu hướng lấn át, tự tin, siêu đẳng, vương giả.
Sư Tử chi phối lưng, cột sống và trái tim trên cơ thể.

## Thần thoại
Hercules, người anh hùng xuất hiện trong rất nhiều thần thoại Hy Lạp, nhận lệnh từ vua Eurystheus thành Tiryns phải thực hiện mười hai nhiệm vụ vô cùng gian nan và hiểm trở, mà sau này đã trở thành truyền thuyết mười hai chiến công của Heracles. Nhiệm vụ đầu tiên trong số ấy là chế ngự một con sư tử chuyên ăn thịt người ở rừng rậm Nemea. Với cung tên và thanh kiếm của mình, Hercules đã tấn công con quái vật ngay khi nó xuất hiện trước chàng.
Thế nhưng, kẻ thù vốn là một con sư tử siêu phàm, bất tử với một tấm thân không hề sợ kiếm cung. Hercules bị nó ôm lấy cổ và ghì chặt trên đôi tay với toàn bộ sức mạnh khủng khiếp. Nhưng cuối cùng, chú sư tử siêu phàm nọ cũng không là ngoại lệ trước sức mạnh và khả năng chiến đấu tuyệt vời của Hercules, nên bị tiêu diệt. Chú sư tử có một không hai này đã được vinh danh vào một trong những chiến công lừng lẫy của Hercules.

## Các bài liên quan
- Cung chiêm tinh
- Sư Tử (chòm sao)